# Lotobia halidayi
Lotobia halidayi är en tvåvingeart som beskrevs av Kim och Han 1990. Lotobia halidayi ingår i släktet Lotobia och familjen hoppflugor.
Artens utbredningsområde är Kongo. Inga underarter finns listade i Catalogue of Life.